# Sint-Pieterskerk (Neufchâtel-Hardelot)
De Sint-Pieterskerk (Frans: Église Saint-Pierre) is de parochiekerk van het dorp Neufchâtel in de tot het Franse departement Pas-de-Calais behorende gemeente Neufchâtel-Hardelot.
De kerk heeft een 13e-eeuws koor, een 16e-eeuws transept en in het schip een 15e-eeuws tongewelf. De 13de-eeuwse, romaanse doopvont werd in 1908 beschermd als monument historique. Het houten kerkmeubilair stamt uit 1875, bestaande uit drie altaren, twee biechtstoelen, een preekstoel en lambrisering, werd in 1979 als monument ingeschreven, net als de glasramen uit 1855.